# کاراهونج (گران‌بوی)
کاراهونج (ارمنی: Քարահունջ؛ لاتین: Ballykaya) یک منطقهٔ مسکونی در جمهوری آرتساخ است که در استان شاهومیان واقع شده‌است.